# Ceratogomphus pictus
Ceratogomphus pictus is een libellensoort uit de familie van de rombouten (Gomphidae), onderorde echte libellen (Anisoptera). De diersoort komt voor in Zimbabwe.
De soort staat op de Rode Lijst van de IUCN als niet bedreigd, beoordelingsjaar 2009, de trend van de populatie is volgens de IUCN stabiel. De wetenschappelijke naam van de soort is voor het eerst geldig gepubliceerd in 1854 door Hagen in Selys.